# Vilvoorde
Vilvoorde (fr. Vilvorde) – miasto w północnej Belgii, w Regionie Flamandzkim, w prowincji Brabancja Flamandzka, w okręgu Halle-Vilvoorde. 1 stycznia 2024 roku liczyła 47 445 mieszkańców. Jedno z większych w prowincji. W mieście rozwinął się przemysł chemiczny, materiałów budowlanych, włókienniczy, ceramiczny, papierniczy oraz spożywczy. Pod względem powierzchni jest najmniejszym miastem w prowincji.

## Podział administracyjny
W skład gminy wchodzi jedna dzielnica (deelgemeente):
- Peutie

## Osoby

### urodzone w Vilvoorde
- Alison Van Uytvanck, belgijska tenisistka

## Współpraca
Miejscowości partnerskie:
- Ennepetal, Niemcy
- Komatsu, Japonia
- Maubeuge, Francja
- Middelburg, Holandia
- Peñarroya-Pueblonuevo, Hiszpania